# Crisis diplomática entre República Dominicana y Haití de 2013
La crisis diplomática entre República Dominicana y Haití es una serie de hechos que han debilitado las relaciones diplomáticas entre estos dos países y que dio lugar al inicio del llamado "Diálogo Binacional de Alto Nivel". A principios de junio, el gobierno haitiano impuso una veda a la importación de pollos y huevos desde la República Dominicana con base en informaciones según las cuales en la República Dominicana había un brote de gripe aviar, a lo que se sumó un mes más tarde el veto a la importación de plástico dominicano. Las tensiones alcanzaron una escala internacional cuando el Tribunal Constitucional de la República Dominicana dictó la sentencia 168 que dice que los hijos de extranjeros indocumentados después de 1929, incluidos los nacidos en suelo dominicano, nunca han tenido nacionalidad dominicana. La medida ha afectado directamente a 458.233 trabajadores haitianos residentes en ese país. El 1 de octubre Haití retiró a su embajador designado en la República Dominicana. La decisión del gobierno dominicano ha sido duramente criticada por ONG locales de derechos humanos, por 15 países de la Comunidad del Caribe (Caricom) y por las Naciones Unidas. Los escritores Mario Vargas Llosa, Mark Kurlansky, Julia Álvarez, Edwidge Danticat y Junot Díaz han criticado con severidad la decisión del Tribunal dominicano, que han comparado explícitamente con ciertas decisiones discriminatorias adoptadas en la Alemania nazi.

## Contexto histórico
Las relaciones dominico-haitianas siempre han sido tensas por la historia de  verdugo y víctima que las une, desde la Independencia de la República Dominicana en 1844 hasta la Masacre del Perejil de 1937. 
Sin embargo aunque siempre han trabajado juntos por el bien común como en 1868 cuando la República de Haití se comprometió a renunciar a sus pretensiones sobre la parte occidental de isla y en el 1929 cuando ambos gobiernos suscriben el Acuerdo sobre delimitación fronteriza, esto no ha sido suficiente para mitigar el sentimiento de desagrado que siente los ciudadanos de un lado hacia los otros.

## Acontecimientos previos
El 6 de junio de 2013, Haití prohibió la importación de pollos y huevos desde la República Dominicana con base en informaciones según las cuales había un brote de gripe aviar y porcina en ese país. El 10 de junio, la Organización Panamericana de la Salud dijo que no había gripe aviar ni porcina en la República Dominicana. Las asociaciones dominicanas de avicultores calcularon en 2 millones de dólares las pérdidas por la veda declarada por Haití.
El 12 de junio, el presidente de la República Dominicana, Danilo Medina, envió una comisión encabezada por el ministro de Industria y Comercio de su país, José Del Castillo Saviñón, a Puerto Príncipe, para solucionar la veda impuesta por ese país a la importación de pollos y huevos. Dos días después la ministra de Salud de Haití, Florence Guillaume, dijo que "hablar de gripe aviar en la República Dominicana fue una mala interpretación".
El 29 de julio, el gobierno haitiano prohibió la importación de plásticos desde la República Dominicana argumentando que no eran de buena calidad y que ese país buscaba reducir la contaminación por plástico.